# Fotográfia (filme)
Fotográfia é um filme de drama húngaro de 1973 dirigido e escrito por Pál Zolnay, Miklós Köllõ e Orsolya Székely. Foi selecionado como representante da Hungria à edição do Oscar 1974, organizada pela Academia de Artes e Ciências Cinematográficas.

## Elenco
- István Iglódi
- Ferenc Sebö - Enekes
- Márk Zala